# Carmel (Indiana)
Carmel és una població del Comtat de Hamilton (Indiana) als Estats Units. Segons el cens del 2007 tenia 68.677 habitants.

## Demografia
Segons el cens del 2000, Carmel tenia 37.733 habitants, 13.597 habitatges, i 10.564 famílies. La densitat de població era de 818 habitants per km².
Dels 13.597 habitatges en un 43,3% hi vivien nens de menys de 18 anys, en un 69,3% hi vivien parelles casades, en un 6,6% dones solteres, i en un 22,3% no eren unitats familiars. En el 18,9% dels habitatges hi vivien persones soles el 6,3% de les quals corresponia a persones de 65 anys o més que vivien soles. El nombre mitjà de persones vivint en cada habitatge era de 2,74 i el nombre mitjà de persones que vivien en cada família era de 3,16.
Per edats la població es repartia de la següent manera: un 30,2% tenia menys de 18 anys, un 4,8% entre 18 i 24, un 29,9% entre 25 i 44, un 25,3% de 45 a 60 i un 9,7% 65 anys o més.
L'edat mediana era de 37 anys. Per cada 100 dones de 18 o més anys hi havia 90,6 homes.
La renda mediana per habitatge era de 81.583 $ i la renda mediana per família de 94.210 $. Els homes tenien una renda mediana de 70.618 $ mentre que les dones 38.917 $. La renda per capita de la població era de 37.906 $. Entorn de l'1,6% de les famílies i el 2,5% de la població estaven per davall del llindar de pobresa.

## Poblacions més properes
El següent diagrama mostra les poblacions més properes.